# Нэбуа
Нэбуа (фр. Neubois) — коммуна на северо-востоке Франции в регионе Гранд-Эст (бывший Эльзас — Шампань — Арденны — Лотарингия), департамент Нижний Рейн, округ Селеста-Эрстен, кантон Мюциг. До марта 2015 года коммуна административно входила в состав упразднённого кантона Вилле (округ Селеста-Эрстен).
Площадь коммуны — 11,42 км², население — 661 человек (2006) с тенденцией к росту: 670 человек (2013), плотность населения — 58,7 чел/км².

## Население
Население коммуны в 2011 году составляло 661 человек, в 2012 году — 658 человек, а в 2013-м — 670 человек.
| 1962 | 1968 | 1975 | 1982 | 1990 | 1999 | 2006 | 2008 | 2011 | 2012 | 2013 |
| ---- | ---- | ---- | ---- | ---- | ---- | ---- | ---- | ---- | ---- | ---- |
| 405  | 423  | 449  | 444  | 519  | 561  | 661  | 668  | 661  | 658  | 670  |

Динамика населения:

## Экономика
В 2010 году из 432 человек трудоспособного возраста (от 15 до 64 лет) 333 были экономически активными, 99 — неактивными (показатель активности 77,1 %, в 1999 году — 70,7 %). Из 333 активных трудоспособных жителей работали 314 человек (162 мужчины и 152 женщины), 19 числились безработными (11 мужчин и 8 женщин). Среди 99 трудоспособных неактивных граждан 36 были учениками либо студентами, 39 — пенсионерами, а ещё 24 — были неактивны в силу других причин.

## Достопримечательности (фотогалерея)
- На въезде в коммуну
- Мэрия (бывший дом священника)
- Церковь Сен-Мартен
- Интерьер, вид на алтарь
- Интерьер, вид на орган
- Орган
- Часовня
- Здание старой фермы